# Liga Premier de Israel 2021-22
La Ligat ha'Al 2021-22 o también conocida como Liga de la Bolsa de Tel Aviv por razones de patrocinio, fue la vigésima tercera temporada desde su introducción en 1999 y la temporada 80.ª de fútbol de primer nivel en Israel. Comenzó el 28 de agosto de 2021 y terminó el 21 de mayo de 2022.
Maccabi Haifa fue el defensor del título luego de coronarse campeón la temporada pasada.  

## Formato de competencia
La primera fase del campeonato consistió en un torneo de todos contra todos entre los 14 equipos a dos vueltas (local y visitante) para un total de 26 partidos para cada equipo.
En la segunda fase del campeonato, los equipos fueron divididos de acuerdo a su posición al término de la primera fase, los 6 equipos mejor clasificados accedieron a la ronda de campeonato donde jugaron todos contra todos a partidos de ida y vuelta para un total de 10 partidos por cada equipo. El equipo con más puntos fue el campeón y calificó para participar en la segunda ronda previa de la Liga de Campeones de la UEFA 2022-23. El subcampeón y tercer lugar calificaron para la primera ronda previa de la Liga Europa Conferencia de la UEFA 2022-23. Un tercer cupo para la Liga Europa Conferencia de la UEFA 2022-23 será otorgado al campeón de la Copa de Israel comenzando en la primera ronda previa.
Los 8 equipos restantes jugaron la ronda de descenso en sistema de todos contra todos a un solo partido, para un total de 7 partidos para cada equipo.
Los equipos que terminaron en penúltimo y último lugar descendieron a la Liga Leumit para la temporada 2022-23. 

## Temporada regular

### Clasificación
| Pos. | Equipo                | Pts. | PJ | G  | E  | P  | GF | GC | Dif. | Clasificación o descenso |
| ---- | --------------------- | ---- | -- | -- | -- | -- | -- | -- | ---- | ------------------------ |
| 1    | Maccabi Haifa         | 59   | 26 | 18 | 5  | 3  | 62 | 19 | +43  | Grupo Campeonato         |
| 2    | Hapoel Be'er Sheva    | 55   | 26 | 16 | 7  | 3  | 39 | 17 | +22  | Grupo Campeonato         |
| 3    | Maccabi Tel Aviv      | 53   | 26 | 16 | 5  | 5  | 48 | 31 | +17  | Grupo Campeonato         |
| 4    | Bnei Sakhnin          | 42   | 26 | 12 | 6  | 8  | 28 | 29 | −1   | Grupo Campeonato         |
| 5    | Maccabi Netanya       | 40   | 26 | 10 | 10 | 6  | 34 | 27 | +7   | Grupo Campeonato         |
| 6    | Hapoel Tel Aviv       | 38   | 26 | 10 | 8  | 8  | 36 | 31 | +5   | Grupo Campeonato         |
| 7    | Hapoel Hadera         | 36   | 26 | 9  | 9  | 8  | 22 | 28 | −6   | Grupos Descenso          |
| 8    | Ironi Kiryat Shmona   | 33   | 26 | 9  | 6  | 11 | 29 | 32 | −3   | Grupos Descenso          |
| 9    | Hapoel Haifa          | 30   | 26 | 8  | 6  | 12 | 33 | 37 | −4   | Grupos Descenso          |
| 10   | F.C. Ashdod           | 27   | 26 | 8  | 3  | 15 | 28 | 44 | −16  | Grupos Descenso          |
| 11   | Hapoel Jerusalem      | 23   | 26 | 5  | 8  | 13 | 19 | 35 | −16  | Grupos Descenso          |
| 12   | Beitar Jerusalem      | 22   | 26 | 5  | 7  | 14 | 23 | 36 | −13  | Grupos Descenso          |
| 13   | Maccabi Petah Tikva   | 21   | 26 | 5  | 6  | 15 | 27 | 37 | −10  | Grupos Descenso          |
| 14   | Hapoel Nazareth Illit | 20   | 26 | 4  | 8  | 14 | 20 | 45 | −25  | Grupos Descenso          |

 Fuente: Soccerway
Criterios de clasificación: 1) Puntos; 2) Gol diferencia; 3) Partidos ganados; 4) Goles anotados; 5) Puntos en partidos directos; 6) Gol diferencia en partidos directos; 7) Goles anotados en partidos directos; 8) Play-off.

### Resultados
| Local \ Visitante     | MHA | HBS | MTA | BnS | MNE | HTA | HAH | IKS | HHA | ASH | HJE | BEI | MPT | HNG |
| --------------------- | --- | --- | --- | --- | --- | --- | --- | --- | --- | --- | --- | --- | --- | --- |
| Maccabi Haifa         |     | 1–2 | 3–2 | 2–1 | 2–0 | 2–0 | 1–0 | 4–0 | 5–1 | 6–0 | 1–1 | 2–1 | 2–0 | 1–1 |
| Hapoel Be'er Sheva    | 1–2 |     | 2–0 | 3–0 | 0–1 | 2–1 | 2–2 | 0–0 | 3–1 | 1–1 | 3–1 | 3–1 | 1–0 | 2–0 |
| Maccabi Tel Aviv      | 2–1 | 1–0 |     | 1–1 | 2–2 | 1–1 | 3–0 | 1–0 | 2–0 | 0–2 | 1–0 | 3–1 | 1–1 | 1–1 |
| Bnei Sakhnin          | 0–6 | 0–0 | 3–1 |     | 1–3 | 1–0 | 1–0 | 0–3 | 2–2 | 0–1 | 2–1 | 2–0 | 1–0 | 2–0 |
| Maccabi Netanya       | 1–1 | 1–1 | 4–2 | 1–0 |     | 1–1 | 0–2 | 3–1 | 1–0 | 0–1 | 2–0 | 0–0 | 2–0 | 1–3 |
| Hapoel Tel Aviv       | 1–3 | 1–1 | 2–3 | 0–3 | 2–2 |     | 0–1 | 2–0 | 0–2 | 2–1 | 1–1 | 1–0 | 2–1 | 2–2 |
| Hapoel Hadera         | 0–0 | 1–2 | 0–2 | 2–1 | 1–1 | 0–3 |     | 2–0 | 1–0 | 2–1 | 0–0 | 1–0 | 1–4 | 0–0 |
| Ironi Kiryat Shmona   | 2–1 | 1–2 | 1–3 | 0–1 | 2–1 | 0–2 | 0–1 |     | 2–2 | 2–0 | 0–0 | 2–2 | 1–0 | 1–0 |
| Hapoel Haifa          | 0–1 | 0–1 | 1–3 | 1–1 | 0–0 | 0–2 | 3–0 | 1–0 |     | 2–1 | 1–2 | 5–1 | 2–2 | 3–1 |
| F.C. Ashdod           | 2–2 | 1–1 | 1–3 | 0–1 | 1–3 | 1–4 | 1–2 | 0–2 | 1–3 |     | 1–0 | 2–0 | 3–4 | 3–0 |
| Hapoel Jerusalem      | 1–4 | 0–1 | 1–3 | 0–0 | 2–1 | 0–1 | 1–1 | 0–1 | 1–1 | 2–0 |     | 0–3 | 1–0 | 3–1 |
| Beitar Jerusalem      | 0–1 | 0–2 | 1–2 | 1–1 | 1–1 | 0–2 | 0–0 | 1–1 | 2–1 | 0–2 | 3–0 |     | 2–1 | 0–0 |
| Maccabi Petah Tikva   | 0–4 | 0–1 | 1–2 | 0–1 | 1–1 | 1–1 | 1–1 | 1–1 | 2–0 | 0–1 | 3–1 | 0–3 |     | 4–0 |
| Hapoel Nazareth Illit | 0–4 | 0–2 | 1–3 | 1–2 | 0–1 | 2–2 | 1–1 | 2–6 | 0–1 | 2–0 | 0–0 | 1–0 | 1–0 |     |

## Grupo Campeonato

### Clasificación
| Pos. | Equipo             | Pts. | PJ | G  | E  | P  | GF | GC | Dif. | Clasificación                                             |
| ---- | ------------------ | ---- | -- | -- | -- | -- | -- | -- | ---- | --------------------------------------------------------- |
| 1    | Maccabi Haifa (C)  | 78   | 36 | 24 | 6  | 6  | 79 | 27 | +52  | Segunda fase clasificatoria de la Liga de Campeones       |
| 2    | Hapoel Be'er Sheva | 70   | 36 | 20 | 10 | 6  | 53 | 30 | +23  | Segunda fase clasificatoria de la Liga Europa Conferencia |
| 3    | Maccabi Tel Aviv   | 69   | 36 | 20 | 9  | 7  | 63 | 38 | +25  | Segunda fase clasificatoria de la Liga Europa Conferencia |
| 4    | Maccabi Netanya    | 52   | 36 | 13 | 13 | 10 | 47 | 41 | +6   | Segunda fase clasificatoria de la Liga Europa Conferencia |
| 5    | Hapoel Tel Aviv    | 50   | 36 | 13 | 11 | 12 | 44 | 47 | −3   |                                                           |
| 6    | Bnei Sakhnin       | 47   | 36 | 13 | 10 | 13 | 33 | 43 | −10  |                                                           |

 Fuente: Soccerway
Criterios de clasificación: 1) Puntos; 2) Gol diferencia; 3) Partidos ganados; 4) Goles anotados; 5) Puntos en partidos directos; 6) Gol diferencia en partidos directos; 7) Goles anotados en partidos directos; 8) Play-off.
Notas:
1. ↑  Hapoel Be'er Sheva ganó la Copa de Israel 2021-22, por tanto, el cupo que otorgó dicho torneo a la Liga Europa Conferencia pasó al cuarto clasificado del Grupo Campeonato.
2. ↑  Bnei Sakhnin fue sancionado con la reducción de dos puntos por falta de garantías de seguridad, lo que provocó el abandono del partido contra Maccabi Haifa.[1]

### Resultados
| Local \ Visitante  | MHA | HBS | MTA | BnS | MNE | HTA |
| ------------------ | --- | --- | --- | --- | --- | --- |
| Maccabi Haifa      |     | 2–0 | 1–3 | 1–0 | 4–0 | 3–0 |
| Hapoel Be'er Sheva | 1–0 |     | 1–0 | 3–1 | 4–1 | 2–2 |
| Maccabi Tel Aviv   | 1–1 | 1–1 |     | 0–0 | 2–1 | 5–0 |
| Bnei Sakhnin       | 0–3 | 1–1 | 1–0 |     | 1–1 | 0–0 |
| Maccabi Netanya    | 3–0 | 3–0 | 1–1 | 3–0 |     | 0–0 |
| Hapoel Tel Aviv    | 0–2 | 2–1 | 0–2 | 2–1 | 2–0 |     |

## Grupo Descenso

### Clasificación
| Pos. | Equipo                    | Pts. | PJ | G  | E  | P  | GF | GC | Dif. | Descenso               |
| ---- | ------------------------- | ---- | -- | -- | -- | -- | -- | -- | ---- | ---------------------- |
| 1    | Ironi Kiryat Shmona       | 50   | 33 | 14 | 8  | 11 | 48 | 39 | +9   |                        |
| 2    | Hapoel Hadera             | 42   | 33 | 11 | 9  | 13 | 34 | 43 | −9   |                        |
| 3    | Ashdod                    | 39   | 33 | 12 | 3  | 18 | 37 | 52 | −15  |                        |
| 4    | Beitar Jerusalén          | 37   | 33 | 9  | 10 | 14 | 35 | 43 | −8   |                        |
| 5    | Hapoel Haifa              | 35   | 33 | 9  | 8  | 16 | 36 | 47 | −11  |                        |
| 6    | Hapoel Jerusalén          | 33   | 33 | 8  | 9  | 16 | 25 | 41 | −16  |                        |
| 7    | Maccabi Petah-Tikvah (D)  | 27   | 33 | 6  | 9  | 18 | 34 | 49 | −15  | Descenso a Liga Leumit |
| 8    | Hapoel Nazareth Illit (D) | 27   | 33 | 6  | 9  | 18 | 25 | 53 | −28  | Descenso a Liga Leumit |

 Fuente: Soccerway
Criterios de clasificación: 1) Puntos; 2) Gol diferencia; 3) Partidos ganados; 4) Goles anotados; 5) Puntos en partidos directos; 6) Gol diferencia en partidos directos; 7) Goles anotados en partidos directos; 8) Play-off.

### Resultados
| Local \ Visitante     | HAH | IKS | HHA | ASH | HJE | BEI | MPT | HNG |
| --------------------- | --- | --- | --- | --- | --- | --- | --- | --- |
| Hapoel Hadera         |     | 1–4 |     | 2–3 | 3–1 | 1–2 |     |     |
| Ironi Kiryat Shmona   |     |     | 4–0 |     | 2–1 |     | 1–1 | 2–0 |
| Hapoel Haifa          | 1–0 |     |     | 1–2 | 0–2 | 1–1 |     |     |
| Ashdod                |     | 1–3 |     |     | 0–1 |     | 1–0 | 2–0 |
| Hapoel Jerusalén      |     |     |     |     |     | 0–1 | 1–0 | 0–0 |
| Beitar Jerusalén      |     | 3–3 |     | 1–0 |     |     | 2–2 |     |
| Maccabi Petah-Tikvah  | 4–3 |     | 0–0 |     |     |     |     | 0–4 |
| Hapoel Nazareth Illit | 0–2 |     | 1–0 |     |     | 0–2 |     |     |